# Caproni Ca.114
Die Caproni Ca.114 war ein italienisches Jagdflugzeug.

## Geschichte und Konstruktion
Die Caproni Ca.114 wurde 1933 entwickelt. Ziel war, die Ausschreibung der Regia Aeronautica für ein neues einsitziges Jagdflugzeug zu gewinnen. Der Doppeldecker in einstieliger Ausführung war in Gemischtbauweise ausgeführt. Er verfügte über zwei gleich lange Tragflächen, von denen die obere etwas nach vorne versetzt war. Die stoffbespannten Tragflächen besaßen eine Doppelholm-Struktur, der Rumpf bestand aus Stahlrohr mit Stoffbespannung und Blechtafeln.
Als  Triebwerk kam der Bristol Mercury-Sternmotor mit Townend-Ring und einem Dreiblatt-Propeller zum Einsatz. Obwohl die Ca.114 leichter war als die konkurrierende Fiat CR.32 und entsprechend über eine höhere Steigflugrate verfügte, ging sie nicht als Sieger aus dem Wettbewerb hervor.
Trotz der Niederlage im Wettbewerb wurden mehrere Ca. 114 für einen Exportauftrag der peruanischen Luftwaffe (Cuerpo de Auronautica del Peru) hergestellt.

## Militärische Nutzung
Peru

## Technische Daten
| Kenngröße             | Daten                                                         |
| --------------------- | ------------------------------------------------------------- |
| Besatzung             | 1                                                             |
| Länge                 | 7,70 m                                                        |
| Spannweite            | 10,50 m                                                       |
| Höhe                  | 2,55 m                                                        |
| Flügelfläche          | 25,65 m²                                                      |
| Leermasse             | 1310 kg                                                       |
| max. Startmasse       | 1660 kg                                                       |
| Marschgeschwindigkeit |                                                               |
| Höchstgeschwindigkeit | 355 km/h                                                      |
| Dienstgipfelhöhe      | 9500 m                                                        |
| Reichweite            | 600 km                                                        |
| Triebwerke            | 1 × 9-Zylinder-Sternmotor Bristol Mercury mit 313 kW (426 PS) |
| Bewaffnung            | 2 × 7,7-mm-Maschinengewehr                                    |